# Star Wars: Rebel Assault
 (octobre 2016).
Si vous disposez d'ouvrages ou d'articles de référence ou si vous connaissez des sites web de qualité traitant du thème abordé ici, merci de compléter l'article en donnant les références utiles à sa vérifiabilité et en les liant à la section « Notes et références ».
Star Wars: Rebel Assault est un jeu vidéo du type rail shooter en full motion video sorti en 1993 sur DOS et Macintosh, puis l'année suivante sur 3DO et Mega-CD. Le jeu a été développé et édité par LucasArts. Il est basé sur les films de la saga Star Wars et a connu une suite portant le nom de Star Wars: Rebel Assault II - The Hidden Empire.